# Baldwin County, Alabama

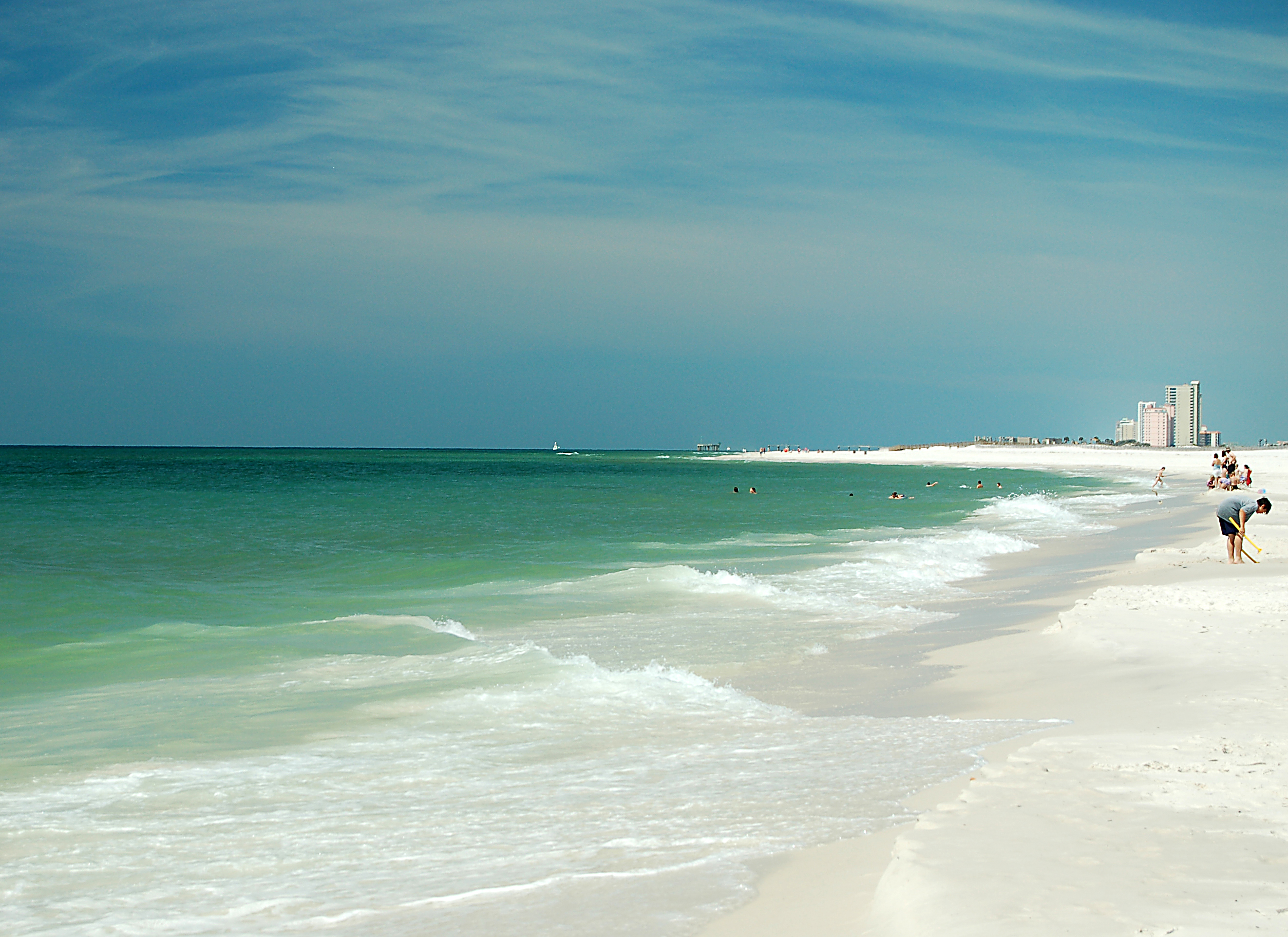
Strand i Baldwin County.

Baldwin County är ett county i den amerikanska delstaten Alabama. Countyt uppskattades 2012 ha 190 790 invånare. Den administrativa huvudorten (county seat) är Bay Minette, men största stad är Daphne.
Countyt har fått sitt namn efter Abraham Baldwin, som var en av USA:s grundlagsfäder.
Countyt utgör Daphne-Fairhope-Foleys storstadsområde (micropolitan statistical area).

## Historia
Baldwin County grundades den 21 december 1809 som en utbrytning ur Washington County. Countyts storlek ändrades flera gånger före 1868, då det fick sina nuvarande gränser.
Countyts första huvudort var McIntosh Bluff, och därefter var det Blakeley och Daphne innan Bay Minette utsågs till huvudort 1901.

## Geografi
Baldwin County ligger i sydvästra Alabama vid Mexikanska golfen och har en area på cirka 5 251 km² (2013), vilket ungefär motsvarar Umeå kommun.

### Angränsande countyn
- Monroe County - nordost
- Escambia County, Alabama - öster
- Escambia County, Florida - öster
- Mobile County - väster
- Washington County - nordväst
- Clarke County - nordväst

## Större orter
| - Bay Minette - Daphne - Fairhope - Foley - Gulf Shores - Orange Beach - Robertsdale - Spanish Fort | - Elberta - Loxley - Magnolia Springs - Perdido Beach - Silverhill - Summerdale | - Point Clear |